# 西乌里
西乌里，是西班牙拉里奥哈自治区的一个市镇。总面积10平方公里，总人口160人（2001年），人口密度16人/平方公里。